# هینجال اولوچ
هینجال اولوچ (ترکی استانبولی: Hıncal Uluç؛ زادهٔ ۱ نوامبر ۱۹۳۹) روزنامه‌نگار و نویسنده اهل ترکیه است.
او پس از مرگ دفنه جوی فاستر، مقاله‌ای در مورد بی‌توجهی همسایه خود تحت عنوان «این چه نوع محله ای است؟» نوشت که به خاطر آن علیه او شکایت شد و در نهایت به پرداخت غرامت محکوم شد.